# Гликерий (Илие)
Епи́скоп Глике́рий (рум. Episcop Glicherie, в миру Георге Илие, рум. Gheorghe Ilie; род. 1962, Коту-Бэий, Сучава) — архиерей Православной старостильной церкви Румынии, епископ Ясский (с 2007).

## Биография
Родился в 1962 году в селе Коту-Бэий в верующей семье и в крещении получил имя Георге. С детства принимал участие в богослужениях в церкви родного села, где его отец был певчим.
После окончания средней школы, в 1980 году он поступил в Слэтьоарский монастырь, где занимался изучением калофонического пения под руководством иеродиакона Власия (Могырзана). В 1981 году митрополитом Гликерием (Тэнасе) был пострижен в рясофор.
После прохождения воинской обязанности и возвращения в монастырь, митрополит Сильвестр (Онофреи) постриг его в монашество. В 1986 году, в день памяти святой Евфимии Великой, в Слэтьоарском монастыре он был рукоположен в сан иеродиакона, а в 1989 году — в сан иеромонаха. Занимался в монастыре хозяйственными вопросами, поставками продовольствия и хозяйственных материалов. Возведён в достоинство архимандрита.
4/17 ноября 2007 года в Слэтьоарском монастыре был рукоположен в сан епископ Ясского. Хиротонию совершили: митрополит Власий (Могырзан), епископы Демосфен (Йоницэ), Геннадий (Георге), Софроний (Оцел), Феодосий (Скутару), Антоний (Тэтару), Иосиф (Могырзан) и Флавиан (Быргэоану).
Проживает в Слэтьоарском монастыре, откуда управляет деятельностью приходов в жудеце Яссы.